# Villa Arnesburg

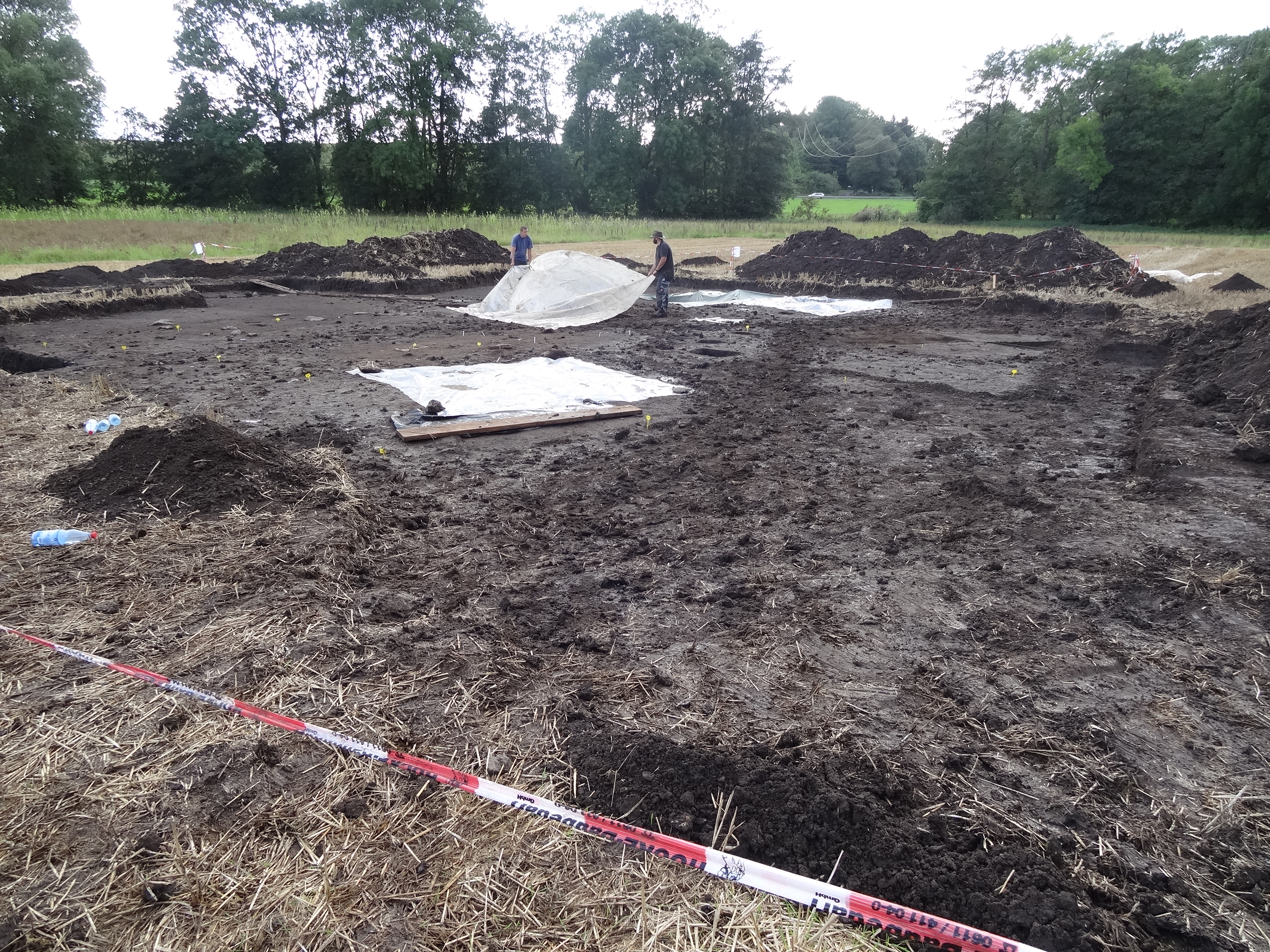
Ausgrabung auf dem früheren Siedlungsgelände der Villa Arnesburg (2014)

Die Villa Arnesburg ist eine wüst gefallene Siedlung in Lich in Hessen, die sich nördlich des Licher Stadtteils Muschenheim auf heutigem Ackergelände befand. Die aus nur ein oder zwei Gehöften bestehende Siedlung am Ufer der Wetter existierte etwa vom 8. bis zum 12. Jahrhundert und trug Schriftquellen zufolge wahrscheinlich den Namen Arnsburg. Sie lag etwa 250 Meter südlich der Burg Arnsburg.

## Forschungsgeschichte
Die Siedlung wurde um 1990 bei Feldbegehungen durch hochgepflügte Keramikscherben als mittelalterliche Fundstelle erkannt. Eine erste Ausgrabung erfolgte 1993 durch die Kommission für Archäologische Landesforschung. Dabei wurde nur ein kleinerer Ausschnitt des Siedlungsbereiches freigelegt. Seit 2014 kommt es zu neueren Ausgrabungen durch das Landesamt für Denkmalpflege Hessen, um nähere Erkenntnisse zu erlangen. Weitere Ausgrabungskampagnen erfolgten in den Jahren 2015, 2016 und 2017. Im Jahr 2016 waren daran Archäologen der Universität Stockholm und der niederländischen Saxion Hogescholen in Deventer beteiligt.

## Funde und Befunde
Zu den durch Ausgrabungen festgestellten archäologischen Befunden zählen zahlreiche Gebäudestrukturen, darunter rund 20 Grubenhäuser. Aufgefundene Spinnwirtel legen eine Nutzung der Grubenhäuser für handwerkliche Zwecke nahe. 2015 wurden die Steinfundamente eines Gebäudes aus dem 11. bis 12. Jahrhundert freigelegt, das erst durch eine geophysikalische Prospektion vor Grabungsbeginn erkannt wurde. Die Archäologen sehen in dem 6 × 8 Meter großen Bau einen früheren Wohnturm, der wegen seiner breiten Fundamente und der verstärkten Ecken bis zu drei Obergeschosse aus Fachwerk getragen haben könnte. In unmittelbarer Nähe wurden Pfosten eines größeren, aus Holzfachwerk bestehenden Gebäudes entdeckt.
Obwohl der frühere Siedlungsbereich seit Jahrhunderten landwirtschaftlich genutzt wird, hat sich der mittelalterliche Laufhorizont erhalten. Darauf fanden sich Ofenstellen, die möglicherweise einer handwerklichen Nutzung dienten. Auf Eisenherstellung lässt gefundene Schlacke schließen. Zu den häufigsten Fundstücken gehört mittelalterliche Keramik. Unter den geborgenen Metallgegenständen befindet sich eine eiserne Wolfsangel aus dem 8. Jahrhundert. Weitere Fundstücke sind Lanzenspitzen und Reitzubehör.

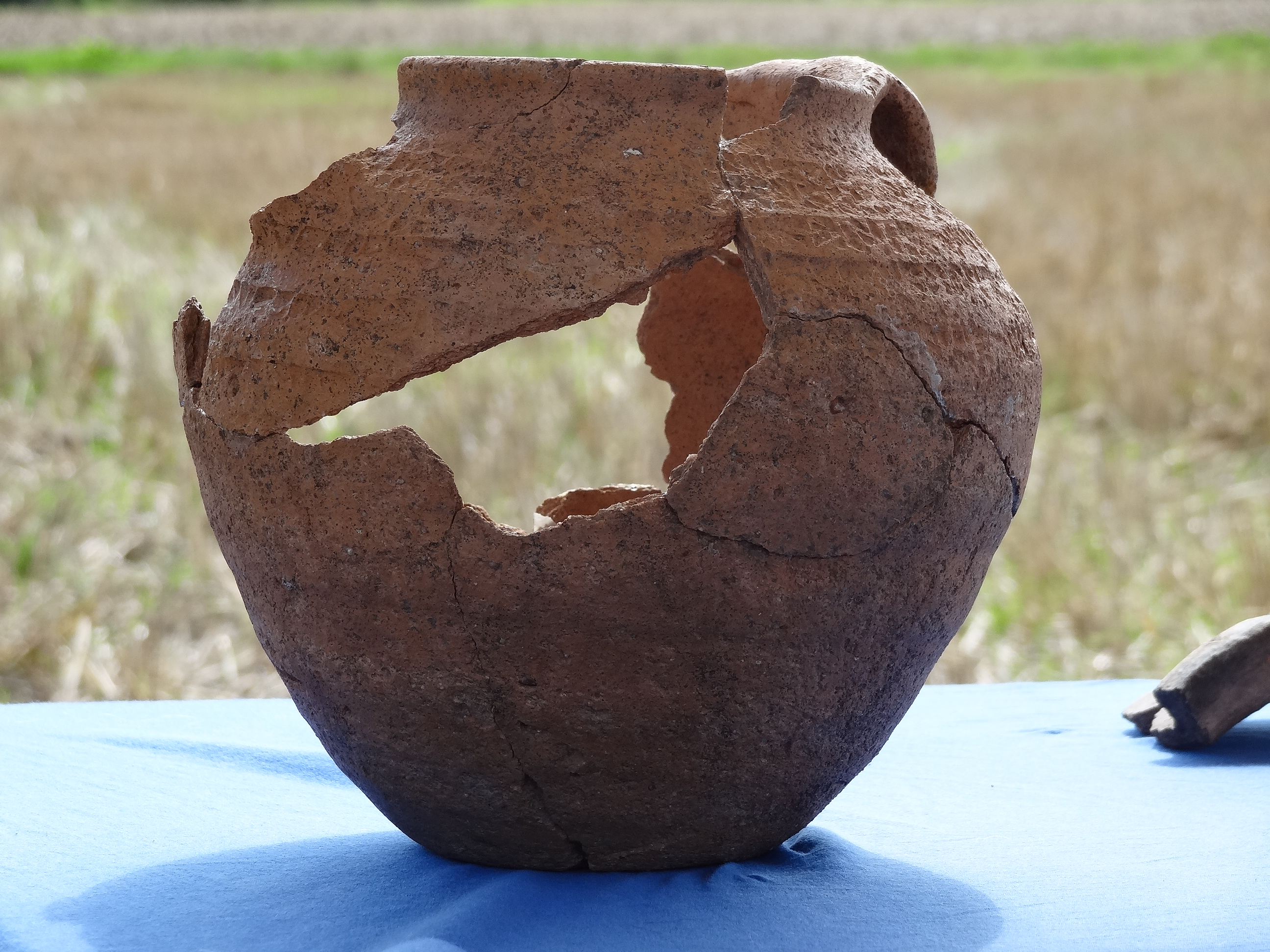
Gefundenes Keramikgefäß
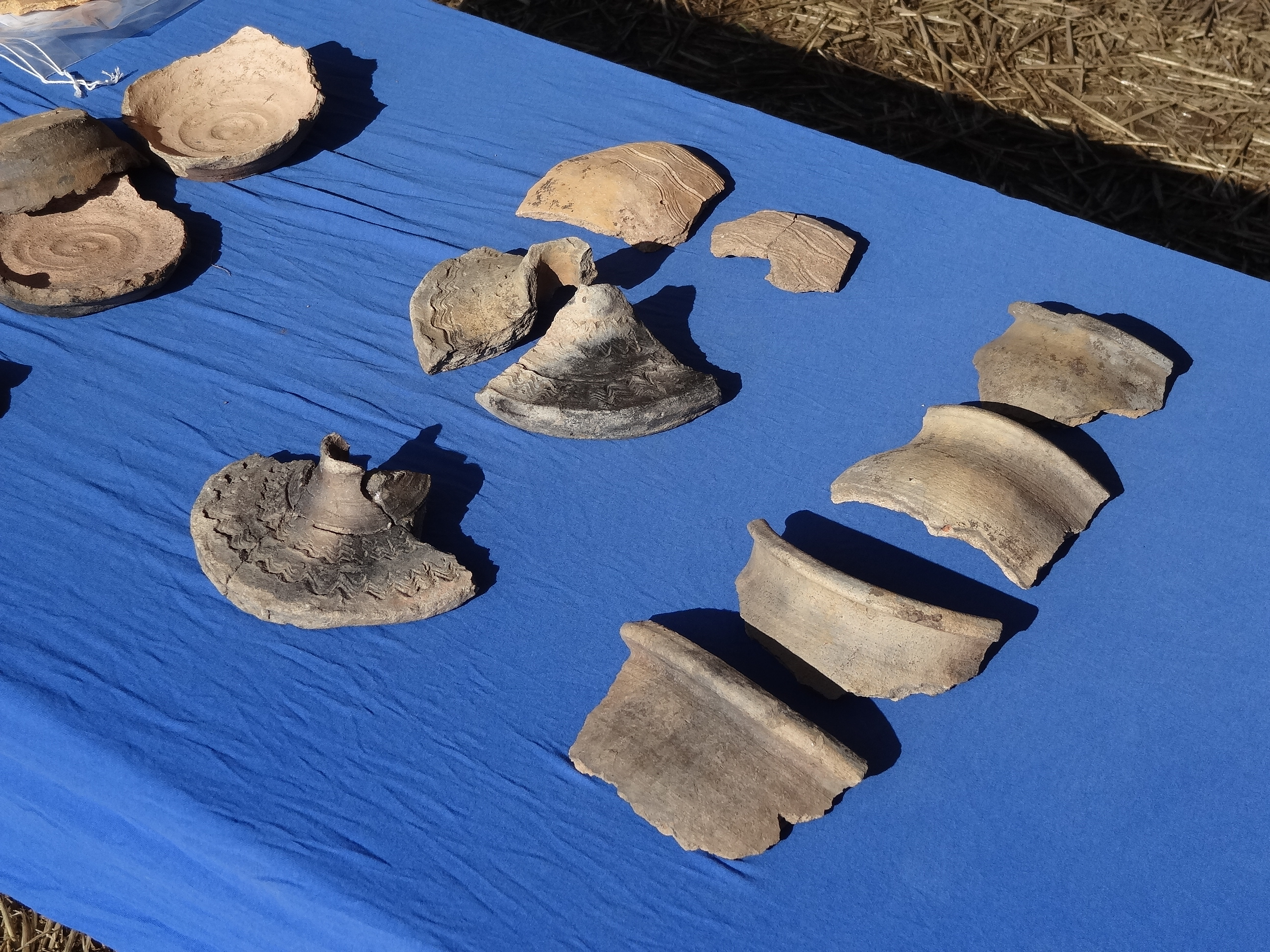
Keramikfragmente
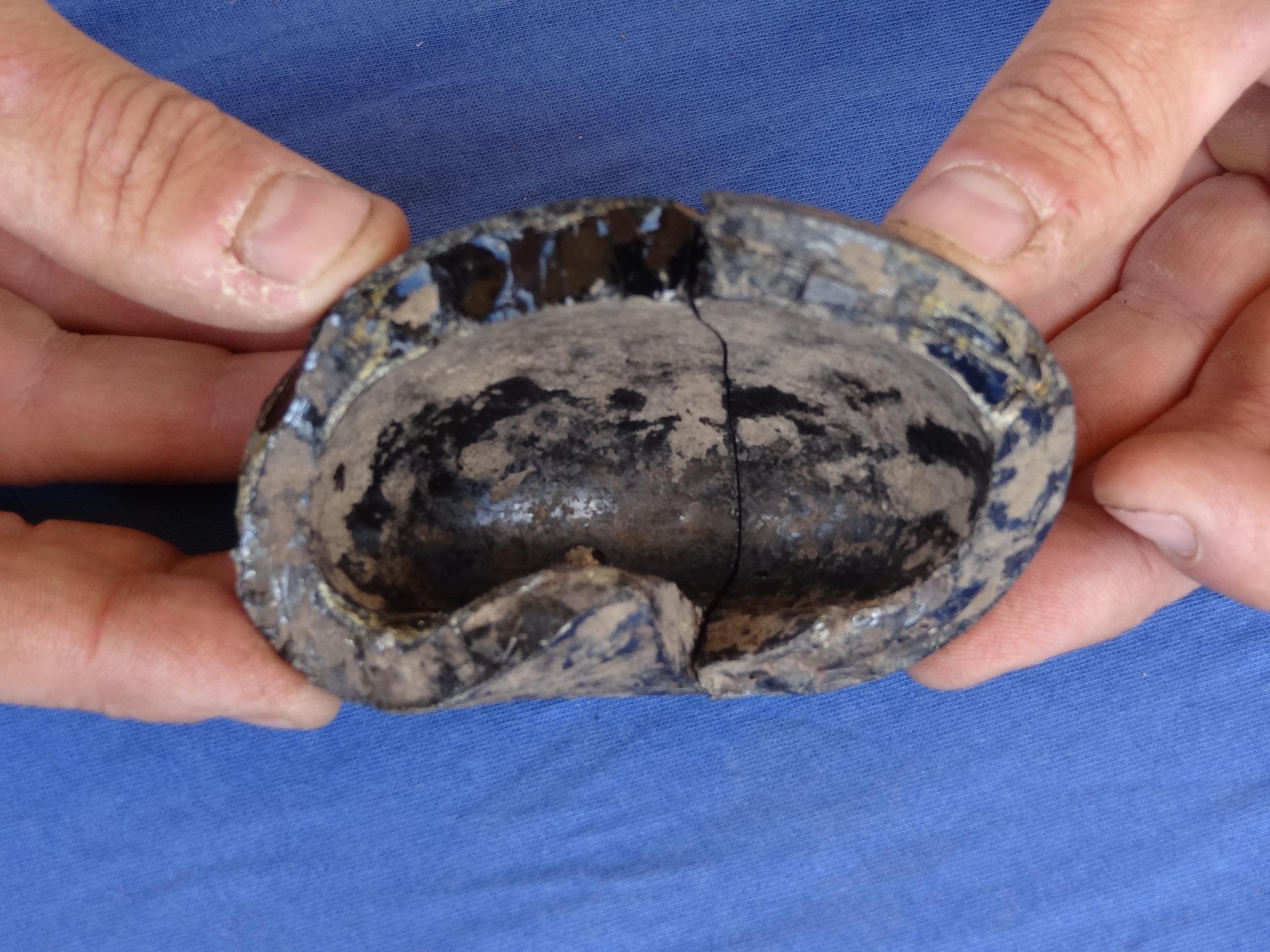
Glättglas
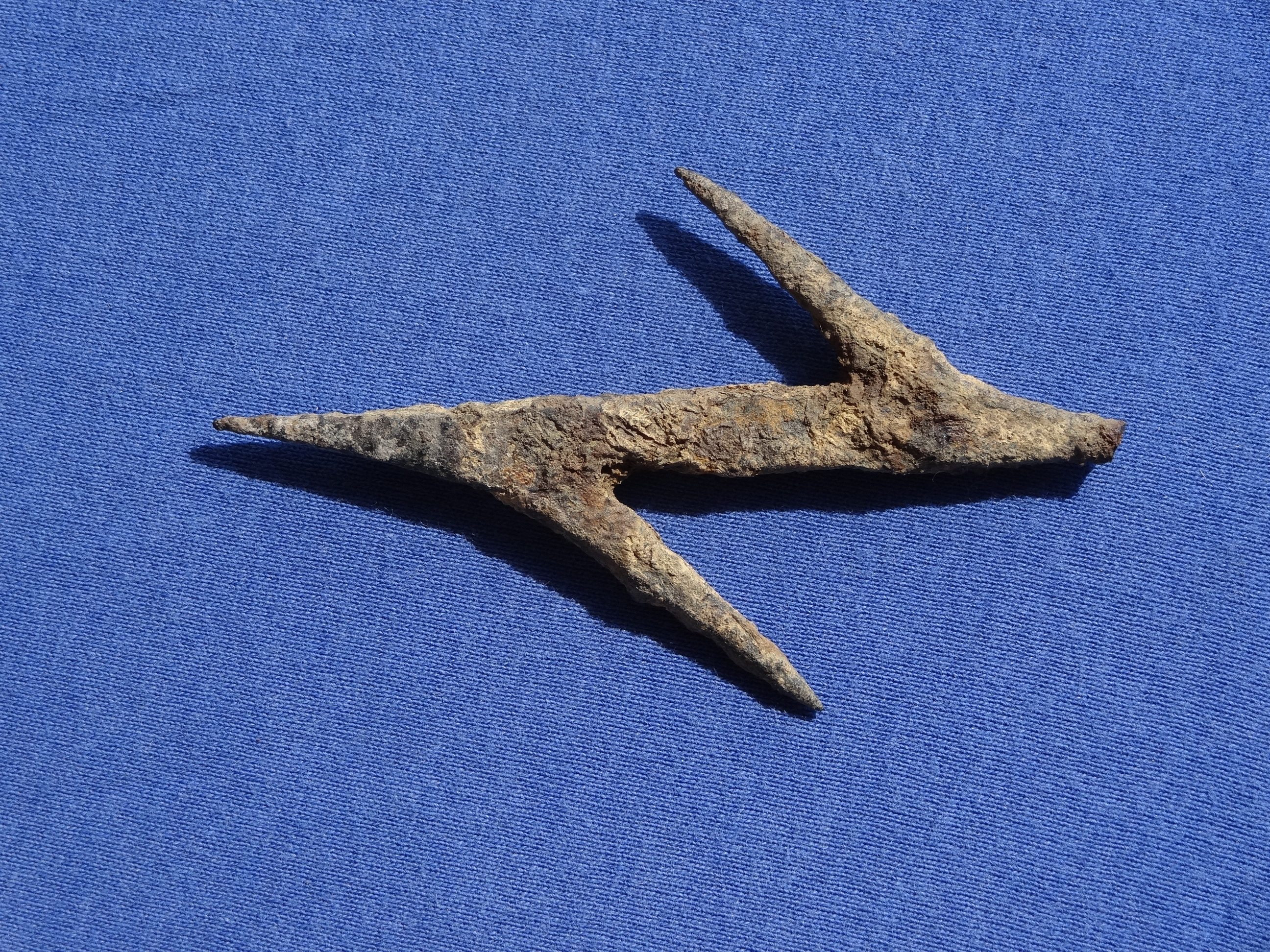
Wolfsangel
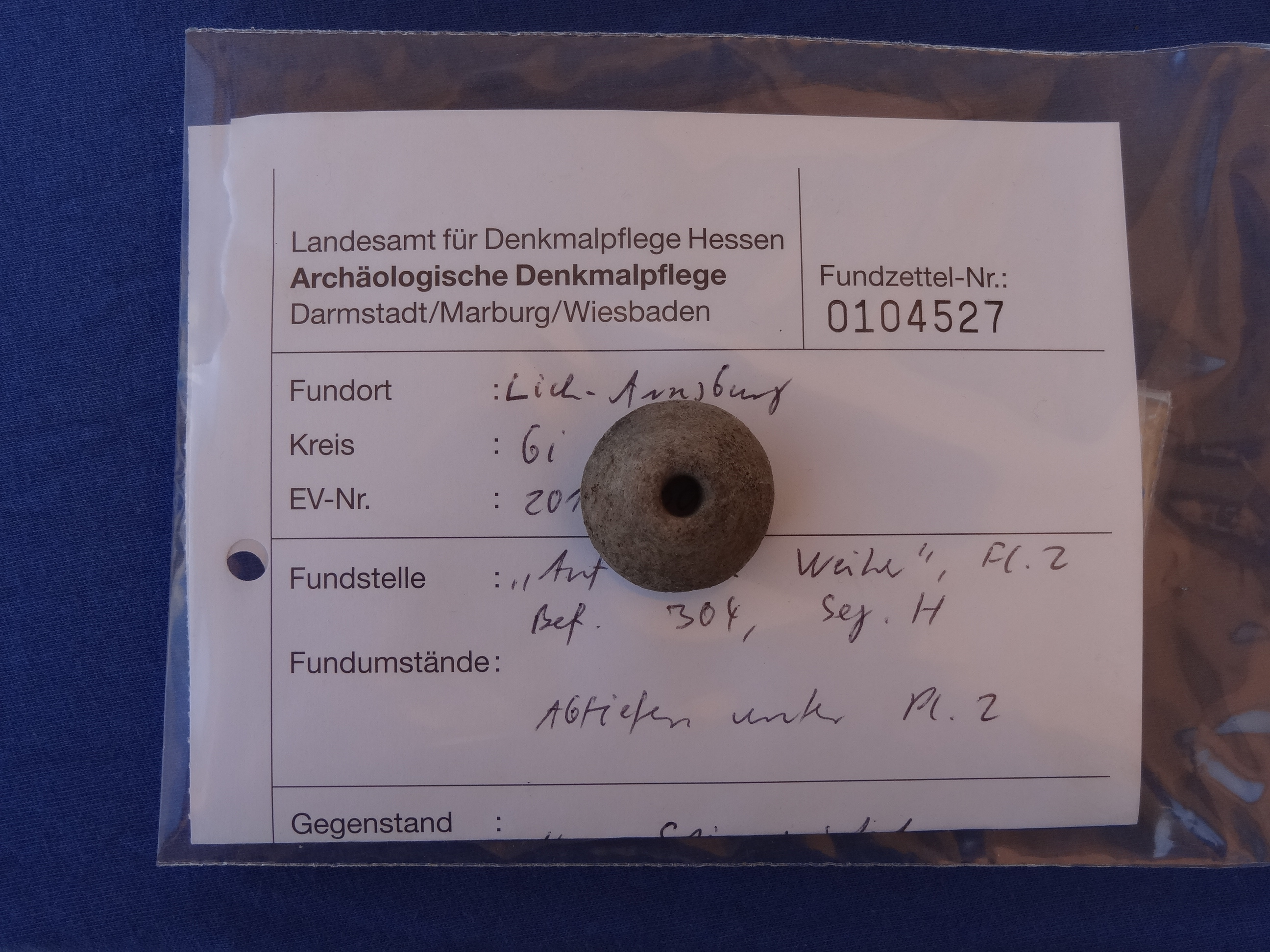
Spinnwirtel

## Bewertung
Archäologen halten es für möglich, dass bereits in karolingischer Zeit im 8. oder 9. Jahrhundert an der Fundstelle ein Herrenhof als Vorläufer der Siedlung bestand. Wegen ihrer Lage nahe der Burg Arnsburg wird eine Beziehung der Siedlung zum dortigen Sitz der Herren von Münzenberg angenommen. Der vermutliche Wohnturm aus dem 11. bis 12. Jahrhundert und die Anwesenheit von Metallgegenständen in diesem ländlichen Bereich deuten auf die Anwesenheit von sozial höher gestellten Personen oder von Adligen. Um den Turm bestanden Grubenhäuser, die der Herstellung von Textilien, der Eisenverhüttung oder der Buntmetallverarbeitung dienten.